# Csaba Horváth (Chemieingenieur)

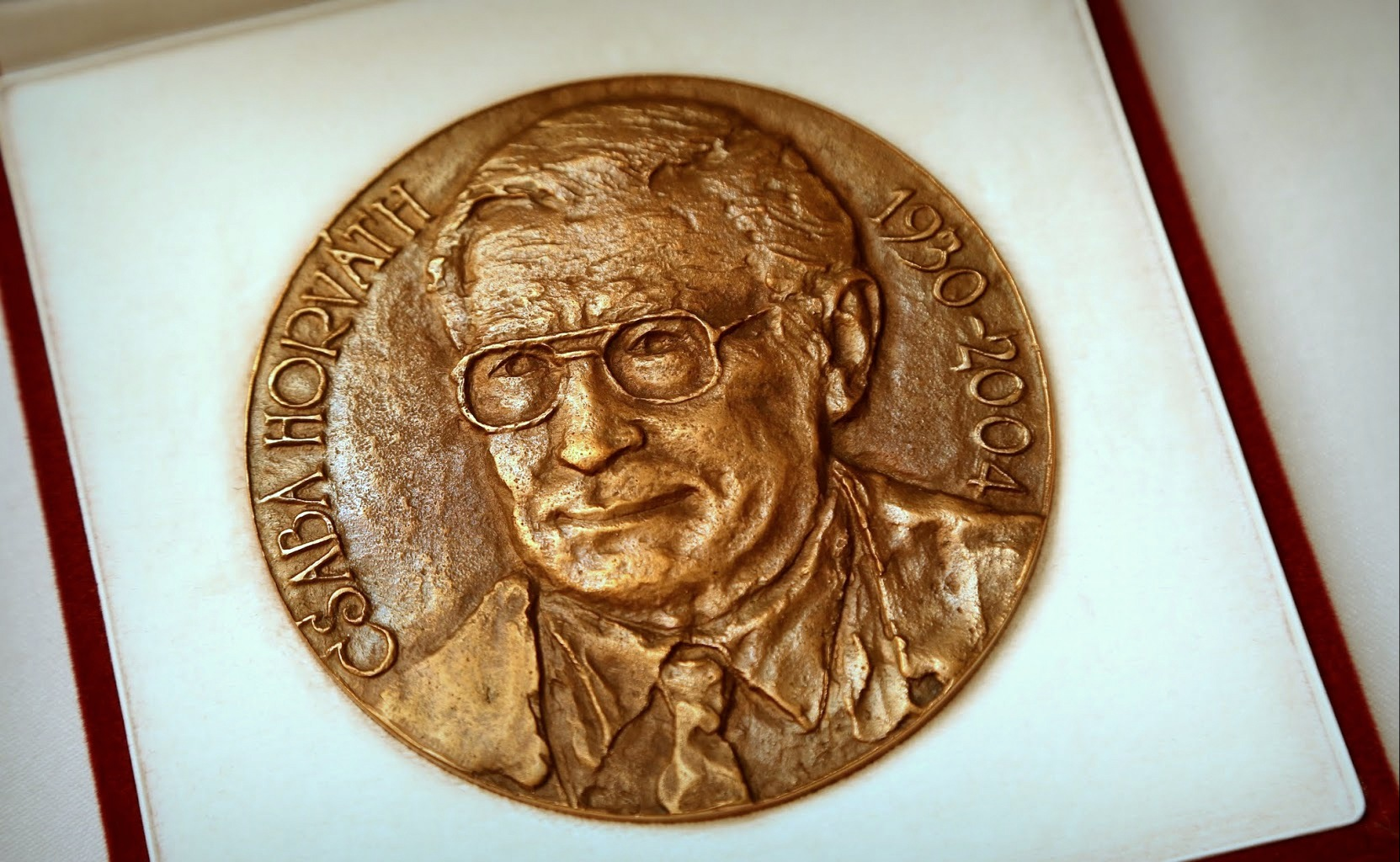
Csaba Horvath Memorial Award

Csaba Gyula Horváth (* 25. Januar 1930 in Szolnok, Ungarn; † 13. April 2004 in New Haven (Connecticut)) war ein ungarisch-US-amerikanischer Chemieingenieur.
Horváth studierte Chemieingenieurwesen an der TU Budapest. 1956 ging er wie viele andere Ungarn nach dem Aufstand in den Westen und arbeitete bei der Hoechst AG und studierte Physikalische Chemie an der Universität Frankfurt mit der Promotion 1963. Ab 1964 war er an der Yale University, zunächst in der School of Medicine und ab 1972 in der Abteilung Chemieingenieurwesen, an der er 1979 eine volle Professur erhielt und 1987 bis 1993 Vorstand der Abteilung war. 1998 wurde er Roberto Goiuzeta Professor für Chemieingenieurwesen. Er starb 2004 an einem Schlaganfall.
Horváth entwickelte 1967 die ersten modernen Apparate zur Hochleistungsflüssigkeitschromatographie (HPLC). Dabei wurden stationäre Phasen aus sehr feinem Pulver verwendet und die Proben mit Hilfe mechanischer Pumpen durch die Säulen unter hohem Druck gepresst. Horváth kombinierte HPLC in den 1970er Jahren mit der Technik der Umkehrphasenchromatographie (Reversed Phase Chromatography, RPC bzw. RPLC), die danach häufig bei HPLC benutzt wurde, insbesondere in der Biochemie. Die stationäre Phase ist darin hydrophob, die mobile polare Phase eine Mischung aus Wasser und Lösungsmittel. Die Umkehrphasenchromatographie wurde 1950 von Archer J. P. Martin und G. A. Howard in England entwickelt. Umkehr spielt darauf an, dass vorher meist eine feste polare stationäre Phase benutzt wurde und ein weniger polares Lösungsmittel in der mobilen Phase.
Horvath entwickelte die Methode vor allem für die Trennung biologischer Moleküle wie Proteine und arbeitete auch an anderen Separationsmethoden (Elektrophorese, Displacement Chromatography).
Weitere HPLC Pioniere waren der österreichische Chemiker Josef Franz Karl Huber (1925–2000) und der amerikanische Chemiker John Calvin Giddings (1930–1996) sowie in der Entwicklung stationärer Phasen Joseph Jack Kirkland (1925–2016) und bei der Umkehrphase Sidney Pestka.
Ein Nachwuchspreis bei den HPLC Treffen ist ihm zu  Ehren benannt. Er war Mitglied der National Academy of Engineering.
2003 erhielt er die Torbern Bergman-Medaille der Schwedischen Chemischen Gesellschaft.
Er war seit 1963 mit der Italienerin Valeria Scioscioli verheiratet, mit der er zwei Töchter hatte.